# Nat Geo People
Nat Geo People là kênh truyền hình trả tiền quốc tế thuộc sở hữu của National Geographic Partners, liên doanh giữa Công ty Walt Disney (73%) và National Geographic Society, với quản lý vận hành do Fox Networks Group xử lý. Nhắm mục tiêu vào đối tượng nữ, với chương trình tập trung vào con người và văn hóa, kênh này có sẵn ở 50 quốc gia ở cả định dạng tuyến tính và phi tuyến tính.

## Lịch sử
Kênh được ra mắt dưới dạng Adventure One (A1) vào ngày 1 tháng 11 năm 1999, và sau đó được đổi tên thành vào ngày 1 tháng 5 năm 2007 với tên gọi National Geographic Adventure, tăng cường sự hiện diện của Nat Geo nói chung. Tất cả các quốc gia đã thông qua thay đổi, ngoại trừ ở châu Âu thay vào đó là thay đổi A1 Nat Geo Wild. Nat Geo Adventure cũng là một cổng thông tin nhiếp ảnh và video du lịch toàn cầu, được ra mắt trên toàn thế giới vào năm 2009.
Nat Geo Adventure hướng đến đối tượng khán giả trẻ, cung cấp chương trình dựa trên cuộc phiêu lưu ngoài trời, du lịch và những câu chuyện liên quan đến những người vui chơi khi khám phá thế giới.
Đầu năm 2008, National Geographic Adventure Channel Australia và National Geographic Adventure Channel Italy đã ra mắt một tính năng chia sẻ video mới trên trang webcuar họ có tên là Blognotes.
Vào năm 2010, Nat Geo Adventure đã ra mắt nguồn cấp dữ liệu HD của riêng mình ở châu Á thông qua AsiaSat5.
Nó được ra mắt dưới dạng HD trên Sky Italia vào ngày 1 tháng 2 năm 2012. Tại thời điểm ra mắt (0500 UTC), nguồn cấp SD của nó đã bị đóng cửa.

Vào ngày 30 tháng 9 năm 2013, Nat Geo Adventure sẽ được thay thế bởi Nat Geo People vào đầu năm 2014. Điều này sẽ thấy Nat Geo People ra mắt ở chế độ HD, nơi hiện có sẵn, cũng như ở các định dạng tuyến tính và phi tuyến tính, ở 50 quốc gia. Các thương hiệu sẽ thấy kênh trở nên tập trung vào phụ nữ hơn, với lập trình để tập trung vào con người và văn hóa. Nat Geo People đã được thay thế bởi Nat Geo Wild ở Đức và Áo vào ngày 12 tháng 9 năm 2017. Kênh này đã bị đóng cửa ở Australia vào ngày 28 tháng 2 năm 2018 với tất cả các chương trình truyền hình nổi tiếng chuyển sang National Geographic Channel. Nat Geo People ở Italia đã đóng cửa vào ngày 1 tháng 10 năm 2019, cùng với Disney XD, Disney in English, Fox Comedy và Fox Animation, do thỏa thuận của Sky Italia với Công ty Walt Disney Italia không được gia hạn. Tại Romania, kênh đã đóng cửa vào ngày 1 tháng 7 năm 2018, nhưng sẽ có sẵn một lần nữa vào năm 2020. Vào ngày 27 tháng 4 năm 2021, trong 21 năm lịch sử phát sóng truyền hình, Tập đoàn Disney và Fox Networks đã thông báo rằng Nat Geo People sẽ đóng cửa vào ngày 1 tháng 10 năm 2021, cũng như một phần của việc ngừng phát sóng của các mạng cáp / vệ tinh truyền thống của Disney +.

Logo Adventure One (A1) được sử dụng từ ngày 1 tháng 11 năm 1999 đến ngày 30 tháng 4 năm 2007
Logo Nat Geo Adventure được sử dụng từ ngày 1 tháng 5 năm 2007 đến ngày 28 tháng 2 năm 2014
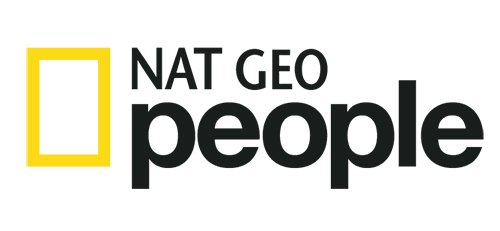
Logo Nat Geo People được sử dụng từ ngày 1 tháng 3 năm 2014 cho đến nay